# Нічна кав'ярня
«Нічна кав'ярня» — картина нідерландського художника Вінсента ван Гога, написана у 1888 році під час перебування в Арлі.

## Обставини створення

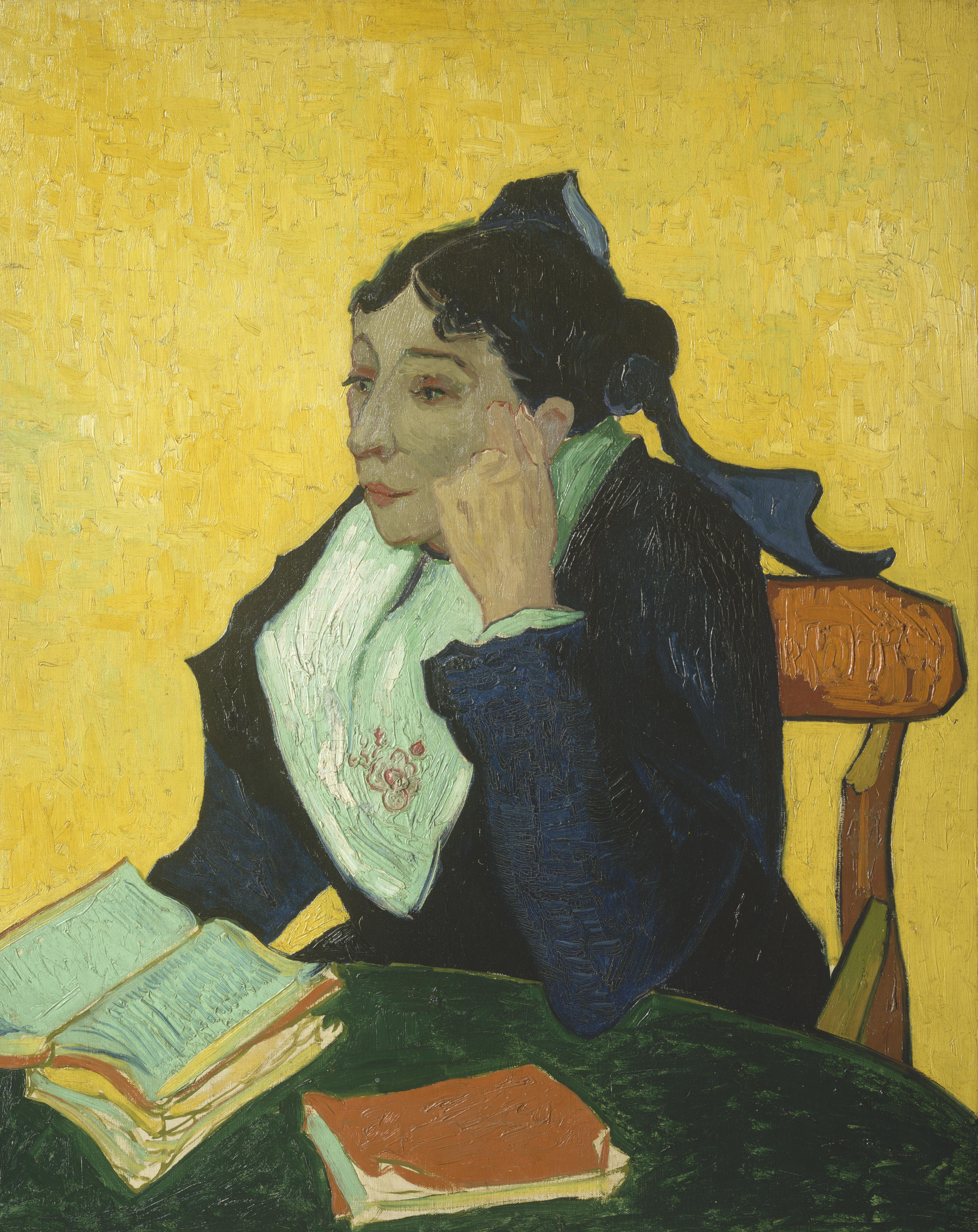
L'Arlésienne («Арлежанка»)

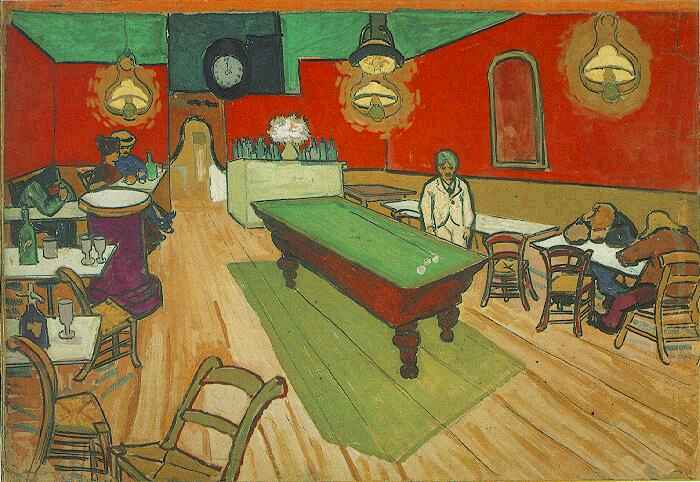
Нічна кав'ярня, акварель

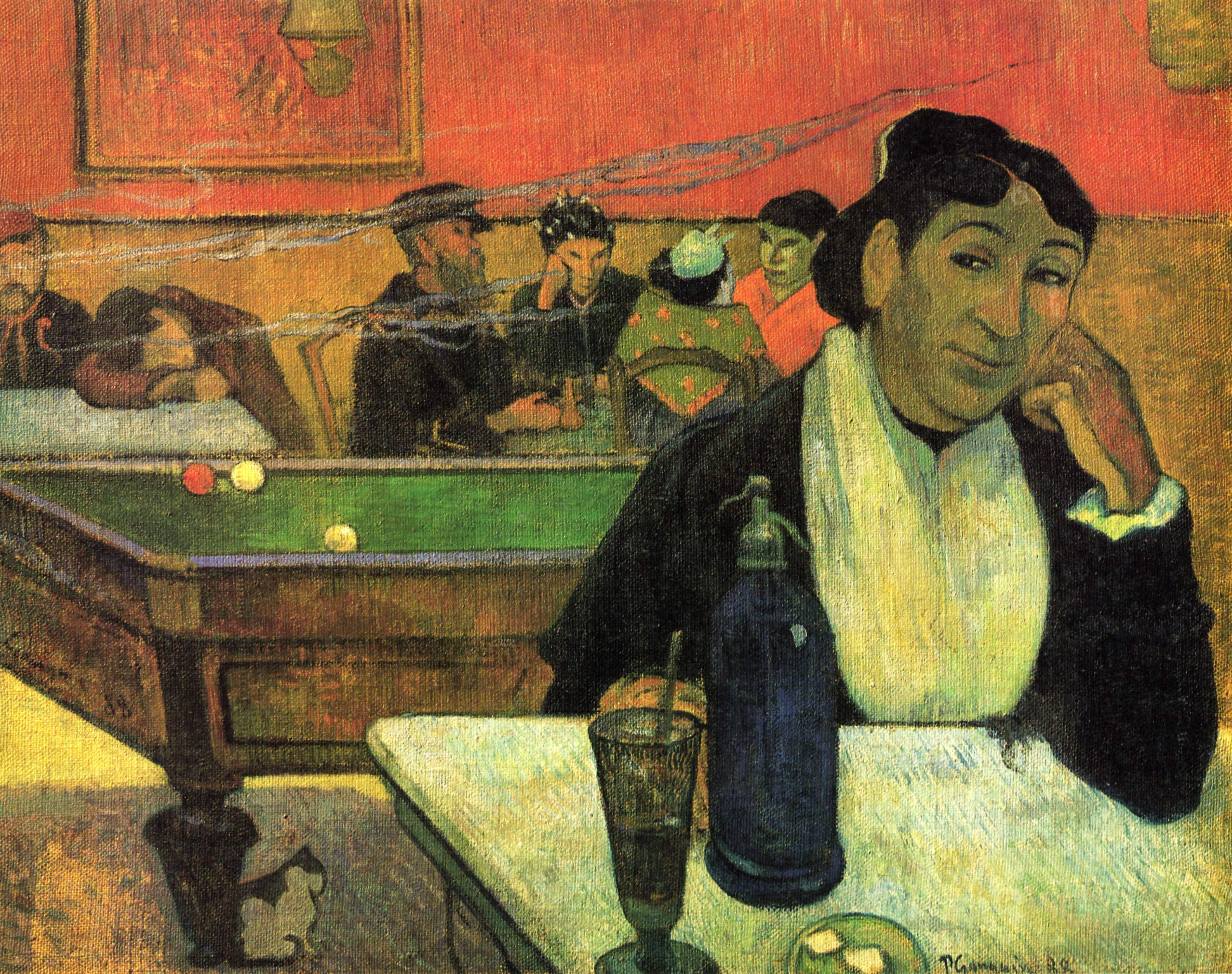
Нічна кав'ярня в Арлі — полотно Поля Гогена

На картині зображена привокзальна кав'ярня міста Арля, добре знайома художнику. Господарі кав'ярні Жозеф-Мішель та його дружина Марі Жіно часто позували Ван Гогу. Так, мадам Жіно зображена і на іншій картині художника — (Назву картини можна перекласти, як «Арлежанка», тобто жителька Арля).
Ван Гог добре знав «нічне життя» та подібні заклади. У своєму листі до брата Тео він писав про ідею цієї картини: «У „Нічній кав'ярні“ я спробував зобразити місце, де людина губить самого себе, божеволіє або стає злочинцем. Я хотів виразити згубну пристрасть, що рухає людьми, за допомогою червоного і зеленого кольору».
У вересня 1888 року Ван Гог три ночі поспіль працював над картиною. Спав при цьому художник вдень. Пізніше він повторив роботу в акварелі, робота в даний час знаходиться в приватній колекції.

## Власники картини
Навесні 1908 року на виставці «Салон Золотого руна» картину за три тисячі рублів (сім тисяч франків) купив колекціонер Іван Морозов. У 1918 році картина була націоналізована радянською владою. В 1928-33 роках полотно виставлялося в Москві, а потім було продано колекціонерові Стефану Кларку.
Після його смерті, згідно із заповітом, права на картину перейшли Єльському університету. У 2014 році правнук Івана Морозова П'єр Коновалофф програв в американському суді права на картину.

## Художні особливості
Картина була названа одним із шедеврів Ван Гога і отримала високу оцінку критиків. На відміну від імпресіонізму, в цій картині митець не захоплюється красою природи чи стану, Ван Гог передає свої емоції і почуття, в тому числі і за допомогою колірного рішення. Картина пройнята теплими кольорами з переважанням жовтого, який передає задушливу і прокурену атмосферу закладу. Зелений колір стелі і більярдного стола швидше передає хворобливе відчуття, доповнює картину велика кількість червоного — кольори тривоги і пристрасті. Стиль, в якому виконана ця робота Ван Гога, пізніше буде названий експресіонізмом.